# Močiar
Močiar es un municipio del distrito de Banská Štiavnica en la región de Banská Bystrica, Eslovaquia, con una población estimada a final del año 2024 de 165 habitantes.
Se encuentra ubicado al oeste de la región, cerca del río Hron —un afluente izquierdo del Danubio— y de la frontera con la región de Nitra.

## Demografía
| Año        | 1994 | 2004  | 2014     | 2024    |
| ---------- | ---- | ----- | -------- | ------- |
| Población  | 196  | 147   | 167      | 165     |
| Diferencia |      | −25 % | +13,60 % | −1,19 % |

| Año        | 2023 | 2024    |
| ---------- | ---- | ------- |
| Población  | 161  | 165     |
| Diferencia |      | +2,48 % |